# Piroelettricità

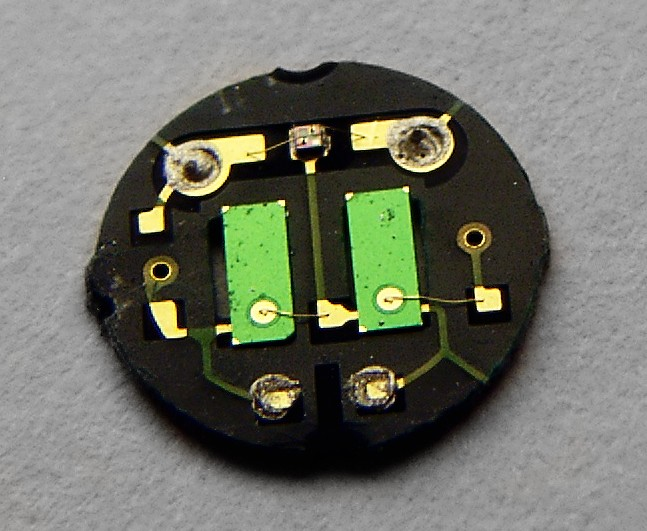
Sensore piroelettrico

La piroelettricità può essere descritta come la proprietà di certi materiali di generare una temporanea differenza di potenziale tra gli estremi quando sono scaldati o raffreddati. I materiali piroelettrici sono isolanti e l'effetto dipende dalla variazione di polarizzazione elettrica con la temperatura.  Molto semplicemente si ha che il cambiamento di temperatura modifica leggermente la posizione di alcuni atomi nella struttura cristallina, e di conseguenza cambia la polarizzazione elettrica del materiale.
Si ha quindi un temporaneo accumulo di cariche elettriche di segno opposto (da cui deriva la differenza di potenziale) sulle facce opposte di certi cristalli in risposta a un cambiamento di temperatura.
L'accumulo avviene su facce ortogonali rispetto a un asse di simmetria noto come asse termico. La faccia che viene caricata positivamente viene chiamata "polo analogo", mentre la faccia opposta è detta "polo antilogo".
L'effetto non è permanente, in quanto se la variazione di temperatura rimane costante, si ha che le cariche libere nell'aria annullano la differenza di potenziale o semplicemente la corrente di perdita dovuta alla debole conducibilità del cristallo annulla la differenza di potenziale.
Tale proprietà è attualmente utilizzata per fabbricare sensori molto comuni per la rivelazione di radiazione infrarossa.
Il nome piroelettricità viene dalla combinazione di due parole greche πυρος, che vuol dire fuoco, ed ἤλεκτρον, che vuol dire ambra da cui elettricità.
Esiste anche una piroelettricità inversa: quando tra le superfici di un cristallo polare si applica una differenza di potenziale si avrà una variazione di temperatura del cristallo stesso.
Questo effetto si manifesta solo in cristalli che hanno una polarizzazione permanente; la struttura cristallina predominante per questi materiali è quella delle perovskiti.

## Spiegazione
Se gli stati energetici di un cristallo si possono rappresentare come i vertici di un triangolo
 che sono rispettivamente l'energia cinetica, quella elettrica e la termica, il lato tra il vertice elettrico e termico rappresenta l'effetto piroelettrico (non produce energia cinetica). Mentre il lato tra il vertice cinetico ed elettrico rappresenta l'effetto piezoelettrico. Il lato tra i vertici termico e cinetico è la semplice dilatazione termica.
Le cariche piroelettriche si sviluppano nelle facce opposte di cristalli asimmetrici. A meno che il materiale sia ferroelettrico la direzione del campo elettrico all'interno ha direzione costante. Tutti i materiali conosciuti che sono piroelettrici sono anche piezoelettrici. Nonostante che siano piroelettrici alcuni materiali, scoperti di recente, come il nitruro di boro alluminio o il nitruro di boro gallio, hanno una risposta piezoelettrica nulla lungo l'asse c (asse termico) per alcune composizioni. Vi è da aggiungere che esistono materiali che sono piezoelettrici senza essere piroelettrici.
I materiali piroelettrici sono principalmente duri e cristallini, tuttavia, può essere ottenuta la piroelettricità anche con materiali soffici come gli elettreti costituiti da polimeri sintetici. Gli elettreti sono l'equivalente elettrico dei magneti.
Il rapporto tra la variazione del modulo del vettore polarizzazione e la variazione di temperatura è detto coefficiente piroelettrico.
{\displaystyle p={\frac {\partial |P_{S}|}{\partial T}}}
dove {\displaystyle p} è il coefficiente piroelettrico, {\displaystyle {\vec {P}}} è il vettore polarizzazione, {\displaystyle S} è la superficie normale al vettore stesso.
Nel sistema internazionale {\displaystyle p} si misura in Cm−2K−1.
Il coefficiente totale piroelettrico misurato a sforzo costante è la somma del coefficiente piroelettrico a deformazione costante (effetto primario piroelettrico) e il contributo piezoelettrico dovuto alla dilatazione termica (effetto secondario piroelettrico). Sotto circostanze normali, anche i materiali polari non hanno un momento di dipolo elettrico netto a differenza del dipolo magnetico proprio dei magneti permanenti. Ciò avviene in quanto le cariche libere che si formano sulla superficie sono nel tempo neutralizzate o dalle cariche libere dell'atmosfera o dalla conduttività elettrica del materiale che non è mai nulla. Quindi i cristalli polari rivelano la loro natura quando in qualche maniera viene perturbato lo stato in maniera momentanea e quindi si generano delle cariche superficiali temporanee.
La polarizzazione spontanea dipende dalla temperatura, per cui un mezzo di indagine è idoneo a cambiare la temperatura del cristallo che determina l'accumulo di cariche sulle superfici: questo è esattamente l'effetto piroelettrico. Poiché tutti i cristalli polari sono piroelettrici, spesso le 10 classi di cristalli polari sono dette classi piroelettriche.

## Storia
Nel 314 a.C. Teofrasto parla per la prima volta della piroelettricità notando che la tormalina attrae segatura o paglia quando viene scaldata.
Nel 1707 Johann Georg Schmidt riscopre le proprietà della tormalina, ma nota in più che tale minerale attrae la cenere calda, non quella fredda.
Nel 1717 Louis Lémery notò che frammenti di materiale isolante erano prima attratti dalla tormalina, ma poi respinti una volta entrati in contatto (caricandosi con la carica eguale si aveva la repulsione elettrostatica).
In 1747 Linneo fu il primo che collegò il fenomeno all'elettricità (chiamò la tormalina Lapidem Electricum (pietra elettrica). Anche se bisogna aggiungere che la cosa fu provata solo nel 1756 da Franz Ulrich Theodor Aepinus
.
Nel 1824 David Brewster diede all'effetto il nome che diamo oggi.
Nel 1878 lord Kelvin sviluppò la teoria alla base della piroelettricità. Ma bisogna menzionare anche l'importante contributo del 1897 di Woldemar Voigt
.

## Classi di cristalli
Vi sono 32 classi di strutture cristalline basate sul numero degli assi di rotazione e sui piani di riflessione che lasciano immutata la struttura cristallina attorno a un punto. Delle trentadue classi, ventuno non sono simmetriche attorno al centro e tra queste venti sono piezoelettriche, le rimanenti non lo sono essendo cubiche di classe 432. Dieci delle 20 classi piezoelettriche sono polari, cioè posseggono una polarizzazione spontanea, avendo un dipolo elettrico nella loro cella unitaria e quindi sono piroelettrici. Se questo dipolo può essere invertito mediante un campo elettrico, il materiale è anche ferroelettrico. La polarizzazione elettrostatica si sviluppa in qualsiasi materiale dielettrico quanto viene immerso in un campo elettrico, ma solo le sostanze che hanno una naturale separazione delle cariche in assenza di campo sono chiamati materiali polari. Se un materiale sia o meno polare dipende solo dalla struttura cristallina. Solo 10 tra le 32 classi di simmetria puntuale sono polari e quindi piroelettriche:
Classi di cristalli piezoelettrici: 1, 2, m, 222, mm2, 4, -4, 422, 4mm, -42m, 3, 32, 3m, 6, -6, 622, 6mm, -62m, 23, -43m
Classi di cristalli piroelettrici: 1, 2, m, mm2, 3, 3m, 4, 4mm, 6, 6mm

### Effetti correlati
Due effetti che sono collegati fortemente alla piroelettricità sono la ferroelettricità e la piezoelettricità. Normalmente i materiali sono praticamente neutri a livello macroscopico, tuttavia, le cariche positive e negative, che costituiscono il materiale, sono non necessariamente distribuite in maniera simmetrica; se la somma della carica per la distanza di tutti gli elementi della cella di base non sono nulli la cella ha un momento di dipolo elettrico (una grandezza vettoriale). Il momento di dipolo elettrico per unità di volume è definito come vettore polarizzazione elettrica. Se questo momento di dipolo cambia per effetto della temperatura, del campo elettrico applicato o per la pressione, il materiale è rispettivamente piroelettrico, ferroelettrico o piezoelettrico.
L'effetto ferroelettrico si ha nei materiali che posseggono una polarizzazione elettrica in assenza di un campo esterno applicato e la cui polarizzazione può essere invertita se il campo elettrico esterno, di opportuna intensità, viene invertito. Poiché tutti i materiali ferroelettrici hanno una polarizzazione spontanea sono anche piroelettrici, ma non è vero il contrario: vi sono materiali piroelettrici che non sono ferroelettrici.
L'effetto piezoelettrico si manifesta in cristalli (tali come il quarzo o la ceramica) per cui appare una differenza di potenziale ai capi del materiale quando viene compresso. In maniera simile all'effetto piroelettrico, il fenomeno è dovuto alla struttura asimmetrica del cristallo che permette agli ioni a muoversi più facilmente in una direzione rispetto a un'altra. Come la pressione è applicata, i due lati del cristallo si caricano in maniera opposta, e di conseguenza si sviluppa una caduta di potenziale attraverso il cristallo.
La piroelettricità non deve essere confusa con la termoelettricità, nel caso della piroelettricità se viene cambiata la temperatura di tutto il cristallo si manifesta una temporanea differenza di potenziale, al contrario nel caso della termoelettricità una parte del dispositivo è tenuta a una temperatura diversa da quella di un'altra parte e si sviluppa una differenza di potenziale permanente fino a quando rimane la differenza di temperatura. Entrambi gli effetti convertono cambiamenti di temperatura in differenza di potenziale, ma l'effetto piroelettrico converte cambiamenti di temperatura temporali in differenza di potenziale, mentre l'effetto termoelettrico converte cambiamenti di temperatura spaziali in potenziali elettrici.